# Onosma paradoxum
Onosma paradoxum är en strävbladig växtart som beskrevs av Victor von Janka. Onosma paradoxum ingår i släktet Onosma och familjen strävbladiga växter. Inga underarter finns listade i Catalogue of Life.